# Qiashui
Qiashui (kinesiska: 洽水) är en köping i sydöstra Kina. Den ligger i Huaiji härad i staden Zhaoqing i provinsen Guangdong, omkring 140 kilometer nordväst om provinshuvudstaden Guangzhou. Antalet invånare är 28 193. Befolkningen består av 13 989 kvinnor och 14 204 män. Barn under 15 år utgör 33 %, vuxna 15-64 år 60 %, och äldre över 65 år 6,0 %.